# Serra-di-Fiumorbo
 Serra-di-Fiumorbo  là một xã ở tỉnh Haute-Corse trên đảo Corse, Pháp. Xã này có diện tích 43,2 km², dân số năm 1999 là 256 người. Khu vực này có độ cao 456 mét trên mực nước biển.